# Вуд, Тай
Та́йсон «Тай» Вуд (англ. Tyson "Ty" Wood, род. 17 сентября 1995) — канадский актёр кино и телевидения. Наиболее известен по ряду ролей в таких телесериалах, как «Леденящие душу приключения Сабрины», «BH90210», а также в фильме 2009 года «Призраки в Коннектикуте».

## Карьера
Вуд дебютировал в кино в 2002 году, сыграв молодого Ричарда Роджерса в американской комедии «Битва Мэри Кэй». Вскоре после этого он появился в документальной драме Дэвида Этвуда «Прорыв» (указан в титрах как Тайсон Вуд). Тремя годами позже, в 2005-м, Тай получает роль второго плана в фильме «Большая белая обуза», в том же году — в канадском телесериале «Собиратель душ» (эпизод «Мать») и фильме «Винегар-Хилл». В 2007 году снялся в фильме ужасов «Людоед». Вуда также можно увидеть в остросюжетной драме Джона Гленна «Райский проект».
В 2010 году его роль в фильме «Призраки в Коннектикуте» была отмечена премией Молодого актёра.

## Фильмография
| Год          |    | Русское название                            | Оригинальное название                       | Роль                  |
| ------------ | -- | ------------------------------------------- | ------------------------------------------- | --------------------- |
| 2002         | тф | Битва Мэри Кэй                              | Hell on Heels: The Battle of Mary Kay       | юный Ричард Роджерс   |
| 2003         | тф | Прорыв                                      | On Thin Ice                                 | Нейт Килмер           |
| 2005         | с  | Собиратель душ                              | The Collector                               | Джаред Бомот          |
| 2005         | тф | Уксусная гора                               | Vinegar Hill                                | Берт Гриер            |
| 2005         | ф  | Большая белая обуза                         | The Big White                               | разносчик газет       |
| 2007         | тф | Людоед                                      | Maneater                                    | Рой Саттерли          |
| 2008         | ф  | Райский проект                              | The Lazarus Project                         | юный Бен Гарви        |
| 2009         | ф  | Замерзшая из Майами                         | New in Town                                 | хоккеист              |
| 2009         | ф  | Призраки в Коннектикуте                     | The Haunting in Connecticut                 | Билли Кэмпбелл        |
| 2009         | тф | Бросающий камни                             | Throwing Stones                             | Дилан Кэмпбелл        |
| 2010         | с  | Keep Your Head Up Kid: The Don Cherry Story | Keep Your Head Up Kid: The Don Cherry Story | Тим Черри             |
| 2012         | тф | Сердце Рождества                            | The Christmas Heart                         | Мэтт Норман           |
| 2014—2015    | с  | Когда зовет сердце                          | When Calls the Heart                        | Уайетт Уивер          |
| 2015         | с  | Кедровая бухта                              | Cedar Cove                                  | подросток             |
| 2015         | тф | Ненастоящий вампир                          | Liar, Liar, Vampire                         | Бон                   |
| 2016         | тф | Гордость и предубеждение и собаки           | Unleashing Mr. Darcy                        | Джо Маркхэм           |
| 2016         | с  | Сверхъестественное                          | Supernatural                                | Даг                   |
| 2016         | с  | Второй шанс                                 | Second Chance                               | Лиам                  |
| 2016         | с  | Проект Mc²                                  | Project Mc²                                 | Джастин Кларк         |
| 2017         | тф | Из отличницы в порнозвезду                  | From Straight A's to XXX                    | Гэвин                 |
| 2017         | тф | Garage Sale Mystery: The Beach Murder       | Garage Sale Mystery: The Beach Murder       | Трэт Такер            |
| 2017         | тф | Christmas Princess                          | Christmas Princess                          | Трент                 |
| 2018         | с  | Я — зомби                                   | iZombie                                     | Тор                   |
| 2018 — н. в. | с  | Повторная загрузка: код хранителя           | ReBoot: The Guardian Code                   | Остин «Вектор» Картер |
| 2018 — н. в. | с  | Леденящие души приключения Сабрины          | Chilling Adventures of Sabrina              | Билли Марлин          |
| 2019         | с  | Тайный орден                                | The Order                                   | Грегори               |
| 2019         | с  | BH90210                                     | BH90210                                     | Зак                   |
| 2019         | ф  | Спираль                                     | Spiral                                      | Тайлер                |

## Признание
Данный список наград включает в себя премии и номинации, полученные Вудом с момента начала его актёрской карьеры в 2002 году.

### Young Artist Awards
Голливудская премия Молодого актёра ежегодно вручается талантливым молодым людям на телевидении и в кинематографе, которые часто находятся в тени своих старших, более известных коллег.
| Год  | Номинируемая работа                            | Категория                                      | Результат | Ссылки |
| ---- | ---------------------------------------------- | ---------------------------------------------- | --------- | ------ |
| 2010 | «Призраки в Коннектикуте»                      | Лучшее исполнение в художественном фильме      | Победа    | [ 6 ]  |
| 2011 | «Keep Your Head Up, Kid: The Don Cherry Story» | Лучшее исполнение в фильме, мини-сериале и др. | Номинация | [ 7 ]  |

### The Joey Awards
Канадская премия Joey Awards присуждается молодым актёрам за их трудолюбие и преданность актёрскому ремеслу.
| Год  | Номинируемая работа | Категория                                           | Результат | Ссылки |
| ---- | --- | --------------------------------------------------- | --------- | ------ |
| 2014 | «Когда зовет сердце» (вместе с Митчеллом Кумменом, Логаном Уильямсом, Грэйсин Шиней, Дарием Завициану, Кэтлин Магер, Лиззи Бойс, Мами Лаврок, Шоном Кайером, Уиллом Верчер-Гопаулсингхом, Лайлой Фицджеральд, Сарой Буй, Коннором Станхоп, Рейчел Павлук, Кифером О’райли, Каденс Роч, Таннером Сондерсом и Парис Эбботт) | Лучший молодой ансамбль в драматическом телесериале | Победа    | [ 9 ]  |